# پیکو بونپلند
پیکو بونپلند (به اسپانیایی: Pico Bonpland) یک کوه و یخچال طبیعی در ونزوئلا است که در مریدا واقع شده‌است. پیکو بونپلند ۴٬۸۸۳ متر بالاتر از سطح دریا واقع شده‌است.